# Erjon Tola
Erjon Tola (ur. 15 grudnia 1986 w Tiranie) – albański narciarz alpejski, reprezentant Albanii na zimowych igrzyskach olimpijskich.
Jako jedyny Albańczyk wystartował w Zimowych Igrzyskach Olimpijskich 2006 i 2010. W 2006 roku zajął 56. miejsce w supergigancie i 35. w slalomie gigancie. Wystartował też w slalomie, ale nie ukończył przejazdu. Cztery lata później był 63. w slalomie gigancie i 48. w slalomie.

## Osiągnięcia

### Igrzyska olimpijskie
| Igrzyska        | Data           | Konkurencja   | Zjazd 1 | Zjazd 2 | Łącznie | Miejsce | Strata  | Zwycięzca           | Źródła               |
| --------------- | -------------- | ------------- | ------- | ------- | ------- | ------- | ------- | ------------------- | -------------------- |
| 2006, Turyn     | 18 lutego 2006 | supergigant   | 1:44,27 | 1:44,27 | 1:44,27 | 35.     | 13,22   | Kjetil André Aamodt | [ 4 ]                |
| 2006, Turyn     | 20 lutego 2006 | slalom gigant | 1:30,87 | 1:32,02 | 3:02,89 | 35.     | 27,89   | Benjamin Raich      | [ 5 ] [ 6 ] [ 7 ]    |
| 2006, Turyn     | 25 lutego 2006 | slalom        | DNF     | -       | DNF     | DNF     | -       | Benjamin Raich      | [ 8 ] [ 9 ] [ 10 ]   |
| 2010, Vancouver | 23 lutego 2010 | slalom gigant | 1:27,57 | 1:31,70 | 2:59,27 | 63.     | 21,44   | Carlo Janka         | [ 11 ] [ 12 ] [ 13 ] |
| 2010, Vancouver | 27 lutego 2010 | slalom        | 1:33,94 | 1:09,94 | 2:43,88 | 48.     | 1:04,56 | Giuliano Razzoli    | [ 14 ] [ 15 ] [ 16 ] |